# Sainte-Croix-en-Jarez
Sainte-Croix-en-Jarez és un municipi francès situat al departament del Loira i a la regió d'Alvèrnia-Roine-Alps. L'any 2007 tenia 418 habitants.

## Demografia

### Població
El 2007 la població de fet de Sainte-Croix-en-Jarez era de 418 persones. Hi havia 166 famílies de les quals 37 eren unipersonals (25 homes vivint sols i 12 dones vivint soles), 51 parelles sense fills, 66 parelles amb fills i 12 famílies monoparentals amb fills.
La població ha evolucionat segons el següent gràfic:
Habitants censats

### Habitatges
El 2007 hi havia 213 habitatges, 165 eren l'habitatge principal de la família, 27 eren segones residències i 21 estaven desocupats. 196 eren cases i 15 eren apartaments. Dels 165 habitatges principals, 143 estaven ocupats pels seus propietaris, 14 estaven llogats i ocupats pels llogaters i 7 estaven cedits a títol gratuït; 1 tenia una cambra, 10 en tenien dues, 24 en tenien tres, 49 en tenien quatre i 80 en tenien cinc o més. 135 habitatges disposaven pel capbaix d'una plaça de pàrquing. A 51 habitatges hi havia un automòbil i a 99 n'hi havia dos o més.

### Piràmide de població
La piràmide de població per edats i sexe el 2009 era:
| Homes | Edats   | Dones |
| ----- | ------- | ----- |
| 0     | 95 o +  | 0     |
| 0     | 90 a 94 | 0     |
| 0     | 85 a 89 | 4     |
| 4     | 80 a 84 | 0     |
| 4     | 75 a 79 | 8     |
| 8     | 70 a 74 | 12    |
| 8     | 65 a 69 | 0     |
| 16    | 60 a 64 | 8     |
| 16    | 55 a 59 | 12    |
| 8     | 50 a 54 | 20    |
| 12    | 45 a 49 | 4     |
| 8     | 40 a 44 | 16    |
| 16    | 35 a 39 | 16    |
| 16    | 30 a 34 | 8     |
| 16    | 25 a 29 | 8     |
| 4     | 20 a 24 | 0     |
| 8     | 15 a 19 | 16    |
| 12    | 10 a 14 | 20    |
| 8     | 5 a 9   | 8     |
| 12    | 0 a 4   | 0     |

## Economia
El 2007 la població en edat de treballar era de 273 persones, 201 eren actives i 72 eren inactives. De les 201 persones actives 188 estaven ocupades (102 homes i 86 dones) i 13 estaven aturades (8 homes i 5 dones). De les 72 persones inactives 18 estaven jubilades, 29 estaven estudiant i 25 estaven classificades com a «altres inactius».

### Ingressos
El 2009 a Sainte-Croix-en-Jarez hi havia 166 unitats fiscals que integraven 440 persones, la mediana anual d'ingressos fiscals per persona era de 20.373 €.

### Activitats econòmiques
Dels 19 establiments que hi havia el 2007, 4 eren d'empreses de construcció, 1 d'una empresa de comerç i reparació d'automòbils, 2 d'empreses de transport, 3 d'empreses d'hostatgeria i restauració, 6 d'empreses de serveis i 3 d'entitats de l'administració pública.
Dels 4 establiments de servei als particulars que hi havia el 2009, 1 era un paleta, 2 lampisteries i 1 restaurant.
L'any 2000 a Sainte-Croix-en-Jarez hi havia 26 explotacions agrícoles que ocupaven un total de 352 hectàrees.

## Equipaments sanitaris i escolars
El 2009 hi havia una escola elemental.

## Poblacions més properes
El següent diagrama mostra les poblacions més properes.